# LU-P-5303

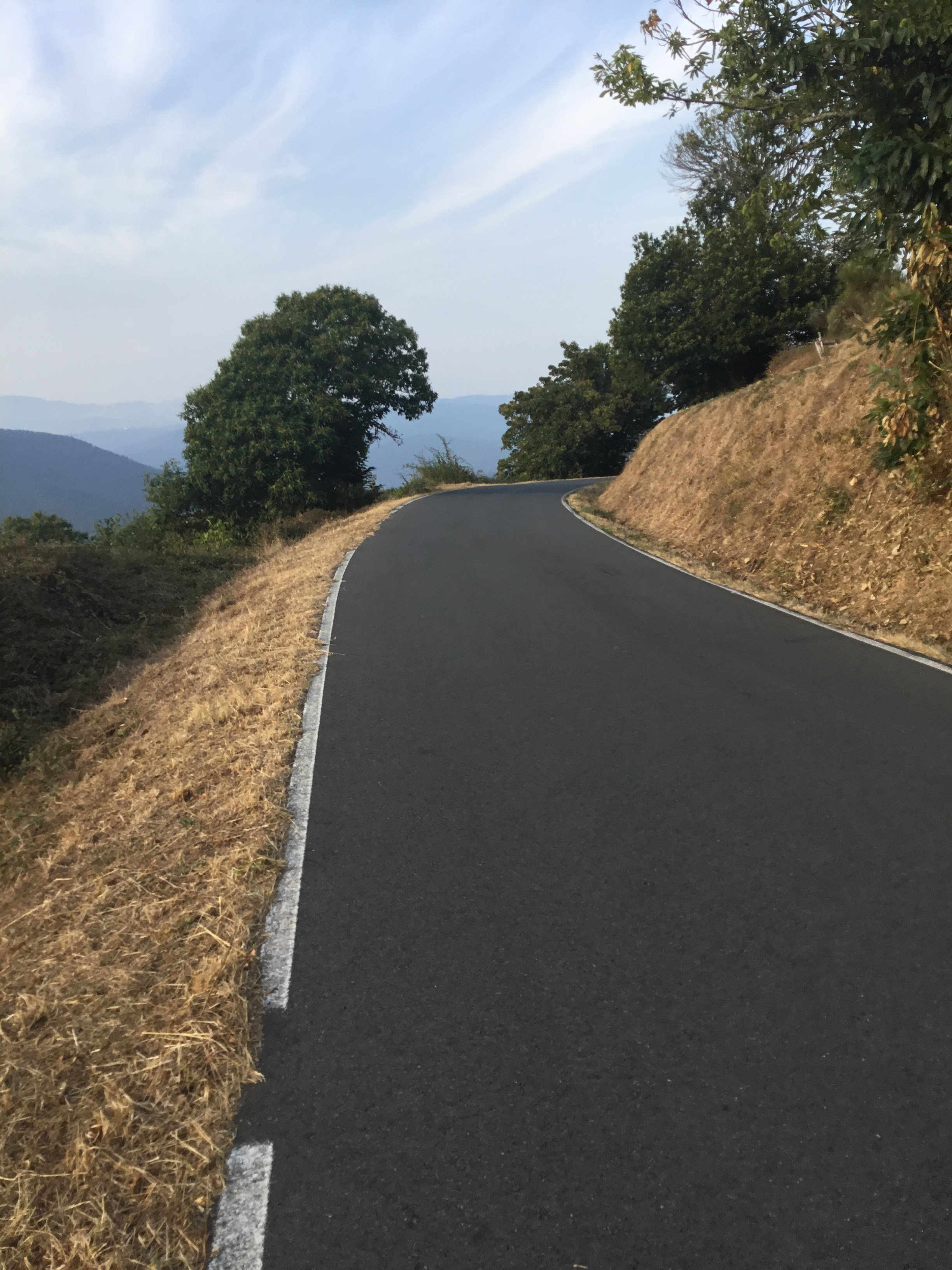
Carretera LU-P-5303 entre Torbeo y San Lorenzo

La carretera LU-P-5303 es una vía de la red secundaria de Galicia, gestionada por la Diputación de Lugo. Conecta la carretera LU-P-5301, ubicada en el núcleo urbano de San Clodio, en Ribas de Sil, con la parroquia de Torbeo, en el mismo municipio. Se extiende hasta el límite provincial entre Lugo y Orense en el municipio de Castro Caldelas, en el Alto de Pena Furada.  La longitud total de esta carretera es de 16 km y 394 metros.
Esta carretera vertebra  la parroquia de Torbeo y la zona occidental del municipio de Ribas de Sil, ya que facilita la conexión del casco urbano de San Clodio con aldeas del municipio, entre ellas: Rairos, Nogueira, O Barreiro, Moreiras de Abaixo, Moreiras del Medio, San Lorenzo, A Ventosa, Torbeo, A Cubela, As Cortes, Filgueiro, Os Vilares, Moreiras de Arriba y As Pozas.
Además, la carretera pasa por varios puntos de interés, como el Miradoiro de Pena do Ladeiro, Miradoiro del Río Sil y la Pista de Despegue Parapente y Estación Meteorológica Coto-Charly.

## Trazado
La carretera parte de la carretera LU-P-5301 en el núcleo urbano de San Clodio en Ribas de Sil. Tras 3 km se adentra en el núcleo urbano de Rairos y comienza a subir un puerto de montaña cruzando las aldeas de Barreiros, Moreiras de Abaixo, San Lorenzo, Torbeo y As Pozas. Finaliza en el límite provincial con Orense en el municipio de Castro Caldelas.